# Villers-Saint-Genest
Villers-Saint-Genest – miejscowość i gmina we Francji, w regionie Hauts-de-France, w departamencie Oise. Nazwa miejscowości pochodzi od imienia św. Genezjusza.
Według danych na rok 1990 gminę zamieszkiwało 280 osób, a gęstość zaludnienia wynosiła 29 osób/km² (wśród 2293 gmin Pikardii Villers-Saint-Genest plasuje się na 719. miejscu pod względem liczby ludności, natomiast pod względem powierzchni na miejscu 478.).